# Dan Hardy
Daniel Mark Hardy (Nottingham, 17 de mayo de 1982) es un artista marcial mixto británico retirado que compitió en la categoría de peso wélter en Ultimate Fighting Championship. Hardy ha combatido en varias promociones, como la Cage Warriors antes de firmar un contrato con el UFC en 2008.

## Carrera de artes marciales mixtas
Hardy acumuló un registro de 19-6 (1) antes de debutar en UFC, con 10 victorias por KO/TKO.

### Ultimate Fighting Championship
Tras una racha de cuatro derrotas consecutivas, Hardy volvió a la senda del triunfo derrotando a Amir Sadollah por decisión unánime (29-28, 29-28, 30-27) en UFC on Fuel TV 5 el 29 de septiembre de 2012. Hardy mostró un mejor juego de suelo, anotando derribos y finalizando con su ground and pound.
Se esperaba que Hardy se enfrentara a Matt Brown el 20 de abril de 2013 en UFC on Fox 7. Sin embargo, Hardy fue diagnosticado con el Síndrome de Wolff-Parkinson-White y fue reemplazado por Jordan Mein.

## Vida personal
Hardy es fan de la música punk, metal y hardcore. Sus bandas de hardcore preferidas son Earth Crisis, Madball y Blood for Blood. Su canción de apertura es "England Belongs To Me" de la Oi! británica y la banda Cock Sparrer. Hardy y la banda han grabado una versión de la canción juntos. Él tiene una pasión por el arte, rara vez pasa un día sin un cuaderno de dibujo en su bolsa hasta los 22 años.
Está casado, y a la vez es su entrenador, con la luchadora venezolana Verónica Macedo.

## Campeonatos y logros
- Ultimate Fighting Championship
  - Pelea de la Noche (Una vez)
  - KO de la Noche (Una vez)

- Cage Warriors Fighting Championship
  - Campeón de Peso Semiwélter (Una vez)
  - Campeón de Peso wélter (Una vez)

- MMAValor.com
  - Regreso al Peleador del Año (2012)[7]

## Récord en artes marciales mixtas
| Resultado     | Récord    | Oponente          | Método                                          | Evento                              | Fecha                    | Ronda | Tiempo | Localización             | Notas                                             |
| ------------- | --------- | ----------------- | ----------------------------------------------- | ----------------------------------- | ------------------------ | ----- | ------ | ------------------------ | ------------------------------------------------- |
| Victoria      | 25–10 (1) | Amir Sadollah     | Decisión (unánime)                              | UFC on Fuel TV: Struve vs. Miocic   | 29 de septiembre de 2012 | 3     | 5:00   | Nottingham               |                                                   |
| Victoria      | 24–10 (1) | Duane Ludwig      | KO (golpe y codazos)                            | UFC 146                             | 26 de mayo de 2012       | 1     | 3:51   | Las Vegas, Nevada        | KO de la Noche.                                   |
| Derrota       | 23–10 (1) | Chris Lytle       | Sumisión (guillotine choke)                     | UFC Live: Hardy vs. Lytle           | 14 de agosto de 2011     | 3     | 4:16   | Milwaukee, Wisconsin     | Pelea de la Noche.                                |
| Derrota       | 23–9 (1)  | Anthony Johnson   | Decisión (unánime)                              | UFC Fight Night: Nogueira vs. Davis | 26 de marzo de 2011      | 3     | 5:00   | Seattle, Washington      |                                                   |
| Derrota       | 23–8 (1)  | Carlos Condit     | KO (golpe)                                      | UFC 120                             | 16 de octubre de 2010    | 1     | 4:27   | Londres                  |                                                   |
| Derrota       | 23–7 (1)  | Georges St-Pierre | Decisión (unánime)                              | UFC 111                             | 27 de marzo de 2010      | 5     | 5:00   | Newark, Nueva Jersey     | Por el campeonato de peso wélter de UFC.          |
| Victoria      | 23–6 (1)  | Mike Swick        | Decisión (unánime)                              | UFC 105                             | 14 de noviembre de 2009  | 3     | 5:00   | Mánchester               | Eliminatoria por el título.                       |
| Victoria      | 22–6 (1)  | Marcus Davis      | Decisión (dividida)                             | UFC 99                              | 13 de junio de 2009      | 3     | 5:00   | Colonia                  |                                                   |
| Victoria      | 21–6 (1)  | Rory Markham      | KO (golpe)                                      | UFC 95                              | 21 de febrero de 2009    | 1     | 1:09   | Londres                  |                                                   |
| Victoria      | 20–6 (1)  | Akihiro Gono      | Decisión (dividida)                             | UFC 89                              | 18 de octubre de 2008    | 3     | 5:00   | Birmingham               |                                                   |
| Victoria      | 19–6 (1)  | Daniel Weichel    | TKO (codazos)                                   | UF: Punishment                      | 3 de mayo de 2008        | 2     | 1:49   | Doncaster                |                                                   |
| Victoria      | 18–6 (1)  | Chad Reiner       | TKO (golpes)                                    | CWFC: Enter the Rough House 6       | 19 de abril de 2008      | 3     | 2:10   | Nottingham               |                                                   |
| Victoria      | 17–6 (1)  | Manuel García     | Sumisión (golpes)                               | CWFC: Enter The Rough House 5       | 8 de diciembre de 2007   | 1     | 2:21   | Nottingham               |                                                   |
| Derrota       | 16–6 (1)  | Yoshiyuki Yoshida | Descalificación (patada accidental en la ingle) | GCM: Cage Force 5                   | 1 de diciembre de 2007   | 2     | 0:04   | Tokio                    |                                                   |
| Victoria      | 16–5 (1)  | Hidetaka Monma    | TKO (parada del equipo)                         | GCM: Cage Force 4                   | 8 de septiembre de 2007  | 3     | 0:29   | Tokio                    |                                                   |
| Victoria      | 15–5 (1)  | Daizo Ishige      | Decisión (unánime)                              | GCM: Cage Force EX Eastern Bound    | 27 de mayo de 2007       | 3     | 5:00   | Tokio                    |                                                   |
| Victoria      | 14–5 (1)  | Willy Ni          | Sumisión (guillotine choke)                     | CWFC: Enter The Rough House 2       | 28 de abril de 2007      | 2     | 0:39   | Nottingham               |                                                   |
| Victoria      | 13–5 (1)  | Alexandre Izidro  | TKO (golpes)                                    | CWFC: Enter The Rough House         | 9 de diciembre de 2006   | 3     | 4:56   | Nottingham               |                                                   |
| Victoria      | 12–5 (1)  | Danny Rushton     | TKO (retiro)                                    | CWFC: Showdown                      | 16 de septiembre de 2006 | 1     | 5:00   | Sheffield                |                                                   |
| Derrota       | 11–5 (1)  | David Baron       | Decisión                                        | 2H2H: Road to Japan                 | 18 de junio de 2006      | 2     | 3:00   | Holanda                  |                                                   |
| Derrota       | 11–4 (1)  | Forrest Petz      | Decisión (unánime)                              | Fightfest 2                         | 14 de abril de 2006      | 3     | 5:00   | Canton, Ohio             |                                                   |
| Victoria      | 11–3 (1)  | Diego González    | TKO (parada médica)                             | CWFC: Strike Force 5                | 25 de marzo de 2006      | 3     | 0:19   | Coventry                 |                                                   |
| Victoria      | 10–3 (1)  | Matt Thorpe       | Decisión (dividida)                             | CWFC: Strike Force 4                | 26 de noviembre de 2005  | 5     | 5:00   | Coventry                 | Por el Campeonato Vacante de Peso wélter de CWFC. |
| Sin resultado | 9–3 (1)   | Diego González    | Sin resultado                                   | CWFC: Strike Force 3                | 1 de octubre de 2005     | 2     | 1:19   | Coventry                 |                                                   |
| Victoria      | 9–3       | Sami Berik        | Decisión (unánime)                              | CWFC: Quest 3                       | 17 de septiembre de 2005 | 3     | 5:00   | Sheffield                |                                                   |
| Victoria      | 8–3       | Lautaro Arborelo  | TKO (golpes)                                    | CWFC: Strike Force 2                | 16 de julio de 2005      | 3     | 3:52   | Coventry                 |                                                   |
| Victoria      | 7–3       | Alexandre Izidro  | Decisión (unánime)                              | KOTC: Warzone                       | 24 de junio de 2005      | 2     | 5:00   | Sheffield                |                                                   |
| Victoria      | 6–3       | Stuart Barrs      | TKO (golpes)                                    | UK: Storm                           | 18 de junio de 2005      | 2     | 2:44   | Birmingham               |                                                   |
| Derrota       | 5–3       | David Baron       | Sumisión (triangle choke)                       | CWFC: Strike Force                  | 21 de mayo de 2005       | 2     | 3:10   | Coventry                 |                                                   |
| Victoria      | 5–2       | Andy Walker       | TKO (golpes)                                    | CWFC: Quest 1                       | 8 de abril de 2005       | 1     | 3:26   | Yorkshire                |                                                   |
| Victoria      | 4–2       | Lee Doski         | Sumisión (lesión)                               | Fight Club UK 1                     | 29 de enero de 2005      | 2     |        | Sheffield                |                                                   |
| Victoria      | 3–2       | Aaron Barrow      | KO (patada a la cabeza y golpes)                | CWFC 9: Xtreme Xmas                 | 18 de diciembre de 2004  | 1     | 0:13   | Sheffield                |                                                   |
| Derrota       | 2–2       | Pat Healy         | Sumisión (guillotine choke)                     | Absolute Fighting Championships 10  | 30 de octubre de 2004    | 1     | 3:50   | Fort Lauderdale, Florida |                                                   |
| Victoria      | 2–1       | Andy Melia        | Sumisión (golpes)                               | CWFC 8: Brutal Force                | 18 de septiembre de 2004 | 2     | 3:55   | Sheffield                |                                                   |
| Victoria      | 1–1       | Paul Jenkins      | Decisión (mayoritaria)                          | Full Contact Fight Night 2          | 14 de agosto de 2004     | 3     | 5:00   | Portsmouth               |                                                   |
| Derrota       | 0–1       | Lee Doski         | Sumisión (rear-naked choke)                     | Extreme Brawl 7                     | 6 de junio de 2004       | 2     | 4:59   | Bracknell                |                                                   |